# Fluorescent Adolescent
Fluorescent Adolescent è una canzone della band britannica degli Arctic Monkeys.
La canzone è stata scelta come secondo singolo estratto dal loro secondo album Favourite Worst Nightmare.
Pubblicata il 2 luglio in Giappone e il 9 in Europa la canzone è arrivata alla posizione numero 5 della UK Singles Chart.

## Tracce CD
CD RUG261CD
- "Fluorescent Adolescent" (Turner/Bennett)
- "The Bakery" – 2:56 (chitarra di Miles Kane)
- "Plastic Tramp" – 2:53 (chitarra di Miles Kane)
- "Too Much to Ask" – 3:05

7" RUG261
- "Fluorescent Adolescent" (Turner/Bennett) – 2:57
- "The Bakery" – 2:56 (chitarra di Miles Kane)

10" RUG261T
- "Fluorescent Adolescent" (Turner/Bennett) – 3:03
- "The Bakery" – 2:56 (chitarra di Miles Kane)
- "Plastic Tramp" – 2:53 (chitarra di Miles Kane)
- "Too Much to Ask" – 3:05